# Grafenrheinfeld
Grafenrheinfeld là một đô thị ở huyện Schweinfurt bang Bayern, Đức.